# Michel-Marie Calvet
 Michel-Marie-Bernard Calvet SM (ur. 3 kwietnia 1944 w Autun, we Francji) – francuski duchowny katolicki. Arcybiskup Numei od 1981 do 2025.

## Życiorys
Święcenia kapłańskie otrzymał 28 kwietnia 1973 roku jako członek Towarzystwa Maryjnego (marystów).
4 lipca 1979 roku papież Jan Paweł II mianował go biskupem pomocniczym Numei, ze stolicą tytularną Nigrae Maiores. Sakry biskupiej udzielił mu 4 listopada 1979 roku arcybiskup Eugène Klein. W dniu 19 czerwca 1981 roku ten sam papież mianował go arcybiskupem Numei.
14 stycznia 2025 papież Franciszek przyjął jego rezygnację z pełnionego urzędu i jako następcę mianował arcybiskupa Susitino Sionepoe.